# ノバ・スペシャル
ノバ・スペシャルは、1983年及び1984年の富士グランチャンピオンレース用のマシンとしてノバ・エンジニアリングが開発したカバードホイールのシングルシーターレーシングカーである。
なお、1984年はレギュレーションでグラウンド・エフェクトが禁止され、それに対応しているが、名称はノバ・スペシャル（ノバSPL）のままで変更されなかった。

## 開発の経緯
ノバ・エンジニアリング（ノバ）は、創立以来富士グランチャンピオン（GC）にマシンメンテナンスとマシン製造で貢献していた。
1978年にヒーローズレーシングの星野一義選手から「フォーミュラ2（F2）並みのコーナーリング挙動を持った2座席スポーツカー」の要望をうけ、ノバ・53Sを製造し、国産マシンとしてGC初優勝とチャンピオンタイトルを獲得した。
1979年から、GCにはシングルシーターマシンの参加が認められるようになった。ムーンクラフトがシングルシーターマシンのトレンドを作り、実践して勝利とチャンピオンを獲得した。トレンドとしては、「2座席スポーツカーを改造したシングルシーター」から「F2シャーシの流用及び空洞サイドポンツーンの活用」という技術的な流れである。
1983年シーズンにおいては、更なる速度向上を目指すために、F2と同様に空洞サイドポンツーンからサイド・ウイング（グラウンド・エフェクト・カー）へ移行していく形になった。ノバは、この節目を自社の技術力発揮のチャンスととらえ、ムーン・クラフトに対抗して自社のオリジナルカウルを開発することにした。
このカウルは、ノバにマシンメンテナンスを依頼していたヒーローズレーシング、カタヤマレーシング、清水レーシングが使用することになったが、第1戦ではカウルの熟成がうまくいかずに、低成績に終わってしまった。そのため 第2戦以降は、カタヤマレーシングのみが使用を継続する形で推進したが、マシントラブル等で好成績を残すことができなかった。
1984年は、マシンレギュレーションの変更（サイド・ウイングの禁止）により、フルフラットボトムの片山専用カウルとして使用された。
1985年は、1984年のマシンが片山から静岡マツダの鈴木政作へ譲渡され、エントリした。
なお カウルの名称は、1983年と1984年も同じノバ・スペシャル（ノバSPL）として呼ばれている。

## 1983年シーズン

### 第1戦（3月26～27日）富士300㎞スピード・レース

#### シャーシ
| No. | ドライバー | 車名                  | シャシー    | エンジン  | 備考              |
| 2   | 片山義美   | デサント・KN83        | マーチ・812 | RE 13B    |                   |
| 9   | 高橋徹     | ユニペックス83S       | マーチ・822 | BMW M12/7 |                   |
| 33  | 清水正智   | トライデント・ノバ83S | マーチ・832 | BMW M12/7 | F-2との兼用マシン |

マーチ812/822は、モノコック共用であるが、マーチ832は、新設計でモノコック幅が狭くなっている。そのため カウルを、分割式にして対応を実施した。
片山は、前年度にスピードスター・レーシングが使用していたマーチ・812を購入して、エンジンマウント、サブベルハウジング、リアスペンションマウント、オイルパンを新規にアルミ材から削りだし、硬質アルマイト加工を実施して、強度向上を行った

#### 基本的な空力設計
ノバSPLでは、シャーシが3種類かつエンジンも2種類あるので、MCS-IVのようにカウルを一体化できず、フロント、センター、リアの3分割化としてマルチシャーシへの対応を実施した。
カウルの形状は、フロントはウエッジシェイプを採用して、フロントフェンダー部分がやや高いところに張り出す形になっている。フロントフェンダ天面からやや低い平面がリアカウル後端まで続き、ドライバ着席部とエンジン収納部とリアフェンダ部が、島状でその平面から飛び出している。リアには、リアウイングがボディの高い位置にセンター・マウントで設置されている。モノコック両側の下面には、アンダーカウルを取り付け、そのアンダーカウル下面をウイング状に成形して、サイド・ウイングとして活用する。
サイド・ウイング下面に流れる気流は、ノーズ下面のみではなく、ウエッジシェイプのフロントカウル前方上面に切られたNACAダクトからも取り入れている。
サイド・ウイング下面の跳ね上がり方は、強く曲率も大きく、サイド・ウイング後端がライバルのムーンクラフトのMCS-IVより高く、ボディのリアエンドに垂直面はほとんどない。また、サイド・ウイングの形状はRE仕様もBMW仕様も同じであるが、サイド・ウイングを横断するドライブシャフトの設置位置が異なる。BMW仕様では、サイド・ウイングの下面がドライブシャフトの上方を通っているが（ウイングの空気流の中にドライブシャフトが露出する）、RE仕様ではサイド・ウイング上面がドライブシャフト下方を通っている（ウイングの空気流の中にドライブシャフトが露出しない）。このドライブシャフト位置の違いは、REのほうがBMWよりも出力シャフトの位置が高く、その差異を吸収するためにRE仕様では、ギアボックスを天地逆さに設定しているが、それだけでは吸収できなく、ギアボックスの位置をBMWよりも高く設置し、それに伴いドライブシャフトが高い位置を通るからである。
フロントカウル下面とカウル上面のNACAダクトからの気流は、合流してフロントサスペンションのアームの間を通り、ボディ内部でラジエターへの冷却風とサイド・ウイングへの下面流に分けられる。この気流の分岐点は、シャーシとフロント・タイヤに挟まれた幅の狭いところにあり、サイドポンツーン前端部のタイヤ内側面に回り込んだタイヤハウスが、この部分を更に狭くしている。そのため サイド・ウイング下面とラジエタ部に充分な空気流が流れずに、ダウンフォースの低下とオーバーヒートを引き起こしていた。
オイルクーラーと水冷ラジエターは、フロントタイヤ直後に設置され、右側に大型水冷ラジエター、左側に小型水冷ラジエタとオイルクーラーが設置されて、ラジエターを通過した冷却風は、コックピット横の天面に抜ける。このエアアウトレットから排出される空気流は、かなり大きく流速が低下して、カウル上面の早い空気流と流速が会わず渦を発生してた模様であった。
カウルには、エアインレットやアウトレットが多く、ノーズには、ラジエタ用エアインレット、リアカウルにはリアブレーキ用インレット、リアタイヤハウス後部にエア抜き、ギアボックスカバー後部にエア抜きが設置されドラッグの原因となっていた。
排気管はサイドエキゾーストをREおよびBMWとも採用した。REの場合は、レギュレーションでマフラーの装着が義務付けられている。REは排気ポートがエンジン下部右側にあり、排気ポートからエキゾーストパイプを接続し後方排気にしてマフラーを設置すると、エンジン幅が広くなってサイド・ウイング形成の邪魔になる。ノバは、この課題を解決するため、RE本体からのエキゾーストパイプをいったんマシンの前上方向にふり、サイド・ウイングの上面にマフラを設置してボディサイドに排気させるようにした。この結果、RE仕様でもBMW仕様と同じサイドウイング幅を確保することができた。またBMWでは、排気管が左側にあるので、ボディイサイド左側に排気するようにした。なお、GC第1戦では気温が低く、排気管関係の問題がでなかった。

#### レース結果
予選前は約1週間雨天が続き、フルスロットルでの走行試験ができなかった。雨中走行を通じて、ノバSPLはMCS-IVよりサイド・ウイングの後端が高く、水煙の上がり方が高くドラッグが多いことが判明したので、急遽アルミパネルを貼ってサイド・ウイングの後端を下げたが、それでも水煙の上がり方がMCS-IVやMCS-IIIより高かった。
また、高橋はフロントのダウンフォース不足を感じて、フロント左右にチンスポイラを設置した。ラジエタのエアアウトレットの位置が悪く、片山はオーバーヒートに苦しみ、フロントカウルの先端をMCS-IVのように丸めスタグネーションポイントを高くすると同時に、ラジエターのインレットをカウル上面へ移設したカウルに一晩で作り変えを行い、予選に臨んだ。清水は、コーナーはマーチ832のシャーシの良さで対応できるが、ストレートが伸びない状況で予選に臨んだ。
予選
予選当日は、雨もようやく上がり、薄日もさす絶好のコンディションの中で開始された。
- PP:星野（MCS-IV/マーチ822/BMW）1分12秒12
- 高橋：1分17秒13 18位 清水：1分17秒14 19位 片山：1分18秒03 23位

星野の予選タイムは、1977年にマリオ・アンドレッティがマークしたコースレコードを破るタイムで、予選4番手までが従来のGCのコースレコードを破っていた。
PPと2位はMCS-IV/BMW、3位はロイスRM-1/RE13B、4位はMCS-III/BMWであった。ノバSPLは、雨の上がった予選当日に全開テストができる状態になり、ドラッグのわりにダウンフォースが充分でないことが露呈してしまうが、対策をとる時間もとれず、前年度のモデルよりも、タイムが悪い状況で決勝に臨むようになった。また片山は、さらにオーバーヒートに苦しんだ。
決勝
- 優勝：星野
- 高橋6位（2周遅れ）片山9位（3周遅れ）清水14位（6周遅れ）

予選日の夜半から降り出した雨は、決勝日当日の明け方には、雪に変わり、モーニングプラクティスが始まる頃には、再び雨に戻ったが気温は一向に上がらず、最悪のコンディションとなった。
PPの星野は、ハイペースを守ったまま優勝を獲得とした。ノバSPLは、トップグループに絡むことなくただ単に完走狙いに徹してのレースを行い、結果としてはMCS-IIIやMCS-IIよりも下位に沈んだ。

### 第2戦（5月2～3日）富士グラン250㎞レース

#### マシンの変更内容
第1戦の結果を受けて、高橋と清水はカウルをMCS-IVへの変更を決意する。しかしながら、MCS-IVの入手ができずに、高橋はMCS-IIIをレンタルし、清水は欠場となった。
片山は、ノバSPLのフロント部、冷却部、リアエンド部等のカウルを大改造して継続使用する。
フロントカウルは、第1戦の予選前にノーズ形状をMCS-IV風にモディファイヤしているが、そのノーズ形状を残して全面的に作り変えられた。
そりの大きいアンダーカバーは、より直線的なものに変更され、ラジエターの冷却風は、ボディ上面のフロント・サスペンション後方のNACAダクトより取り入れ、ボディ上面ではなく、ボディ側面より排出される。ただ このマシンは、サイド・エキゾーストとなっているので、サイドのアウトレットは、MCS-IVよりも前方に配置されている。この改良によって、オーバーヒートは解消された。
ボディ後部の形状も大きく変更されている。オイルクーラーは、ボディ後部のリアウイング下方に移され、リアウイング・ステーは、センターの1本からアルミ厚板の2枚ステーとなり、その間にオイルクーラーを挟んでいる。カウル・リアエンドの高さを第1戦より低くした。
サイドエキゾースト部は、風の当たらない排気系を冷却するために、独立したエアダクトを設置した。これは、右側ラジエター・インレットとは別に、フロント右側フェンダー内に空気取り入れ口を設置して、フレキシブルダクトで冷却風を導いていた。排気管からの放射熱を遮断するためにカーボンクロスを巻いていたが、これが決勝での火災の原因となった。
ラジエターの場所もエアインレットの形状をスムースにするためフロントサスペンション直後の後部から更に後方にずらし、アウトレットのそばにマウントされている。第1戦時のマシンのカウル大改造となったため、車重はかなり重くなり、ガソリン残量25Lで651kgとなった。

#### レース結果
予選
- PP:松本恵二（MCS-IV/マーチ822/BMW）1分14秒09
- 片山：1分14秒60 8位

PPから8位の片山まで1秒の中に集中する混戦状況となった。予選では、片山は一説によるとストレートで最速であるが、重い車重が災いしてコーナーが遅かった。
決勝
- 優勝：松本恵二
- 片山：車両火災により15周でリタイヤ

片山は、3番手争いの群れの中にいたが、15周目の第一コーナーで異物を拾いアンダーカバーが割れ、それがエキゾースト・パイプにあたり炎上し始めた。16周目に緊急ピットインして消防車による消火を受けた。カウル後部は、かなり焼けたがほどなく火は消えた。

### 第3戦（9月3～4日）富士インター200マイル・レース

#### マシンの変更内容
このレースでは、MCS-IVを使用するマシンが11台になった。
ノバSPLは、前回の火災対策が実施された。カウルは火災で焼失したため新規作成し、第2戦での重量過大に対する対策も合わせて実施した。
フロントのダウンフォース不足がわかったので、決勝時にノーズ上面にスポイラー、ノーズ先端にリップスポイラーを取り付けたが、ノーズ下面に流れ込む空気の絶対量が少なくダウンフォースが不足していた模様であった。
ラジエターインレット部には、導風板を設置してより多くの空気流を取り入れるようにして、オーバーヒート対策を実施した。
サイドエキゾースト周りの火災対策に関しては、マフラーを取り囲むすべてのパネルをアルミに変更し、更に右側ラジエターインレットからの空気流をこのマフラー部に導き、エキゾースト・パイプを冷却している。
アンダーカウルの前端部を吊るフロント・サブフレームは、フロント・クラッシャブル・ストラクチャー風のモノコック構造とアルミ角パイプの組み合わせとして、非常にすっきりした構成にしている。

#### レース結果
予選
- PP:高橋国光（MCS-IV/マーチ822/BMW）1分13秒65
- 片山：1分16秒20 17位

REは、猛暑の中で約30馬力程出力が低下すると言われているが、片山は、空力セッテイングの失敗で17位という下位に沈んだ。
決勝
- 優勝：中島悟 MCS-III/マーチ812/13B（75周）
- 片山：4位（72周）

決勝は酷暑の中開催されたが、15周目から雨が降り出しコースが水浸しになった。30周を過ぎ雨が上がり薄日がさすようになったが、レースは混乱が続き、予選上位陣が多く脱落していき最終的には、REを搭載した中島が勝利を得た。片山は、雨天の中で左前フェンダを破損したが、完走して4位入賞を獲得した。

### 第4戦（10月22～23日）富士マスターズ250㎞レース

#### レース結果
予選
- PP:星野一義（MCS-IV/マーチ822/BMW）1分12秒50
- 片山：1分30秒38 23位

予選日にようやく天候は回復した。予選開始から約13分後に本格的なタイムアタックにかかろうとした片山は、100Rでアウト側の濡れた路面に乗ってリアを滑らせ、スピン状態に陥いる。15番ポスト手前のアウト側縁石に左サイド方向からヒットしたと思われた瞬間、スポンジ・バリアをはね、ガードレールに接触しながら数mほど宙を待って、ガードレール外側の谷底へと落下した。予選は約10分間程中断となった。片山車は、立木を折りながら柔らかい草地に着地したためか、モノコックは無傷と、派手な事故にもかかわらず、それほどひどい破壊状態ではなかった。さすがにカウル、サスペンション、オイルタンク等に甚大なダメージを受け、この時点での出走を断念せざるを得なかった。片山は無傷で自らコースに這い上がり、医務室で診察を受けた後、スーパーシルエットの予選に臨んだ。
決勝
- 優勝：星野 MCS-IV/マーチ822/BMW（75周）
- 片山：出走できず

決勝は、PPの星野が鋭いダッシュを見せたが、2周目の最終コーナで高橋徹がスピンし車体が浮き上がり土手に激突して死亡した。レースは一時中断となったが、約2時間後に距離を短縮して再開され、星野が優勝した。

## 1984年シーズン
1983年に「ウイングスポーツカーがスピンするとマシンが宙を舞う」というトラブルがあったので、サイドポンツーンにベンチュリーやアンダーボディの設置が1984年のシーズンから禁止になった。そのため、空洞ポンツーンとフロント・スポイラーとリアウイングによってダウンフォースを確保するタイプになった。
ノバは、昨年同様 片山からの依頼を受け、RE専用となるカウルを作成した。運動性能は、BMWと同等で効率の良いクーリング・システムを持つクルマという基本コンセプトを実現させるようにした。

### マシンの概要
カウル
効率のよいクーリング・システムとして、昨年度のマシン（KN83）は、オイルクーラーは、リアウイングの直下にあったが、ラジエターは、重心に最も近いホイールベースセンターに置き、冷却風を、クルマの上から入れてボディサイドに抜く形で、ダクトを設定していた。KN83では、夏場に深刻なオーバーヒートに見舞われなかったので、その配置を踏襲することにした。オイルクーラーもホイールベースセンターに設置した。
冷却系は運転席の左右に集中することになり、KN83で使用していたサイド・エキゾーストは、後方排気に変更になった。ラジエターは、当初右側のみの設置であったが、オーバーヒートのため左右両側設置に変更された。ラジエターとオイル・クーラは、マシンのセンターラインに対して約10度の角度を持ち、「ハの字」形に配されている。その結果、クルマの下には空気を流さないということになり、空洞ポンツーンを積極的に利用する方法が取れなかった。
フロントカウルは、ダルノーズとウイングノーズの2種類を用意したが、結果としてはダルノーズを使用した。ウイングノーズはフェンダー間にシングルプレートのウイングを渡して、細かなダウンフォース調整が可能であるが、風に対してクルマがわずかに横を向いた姿勢を長くとらざるを得ないコーナーが多い富士では、空気が逃げるのでダルノーズのほうがいいという判断である。
空気抵抗の低減に関しては、カウルに航空機デザインで採用されるコークボトルラインを採用して、カウルの後部をグッと絞って断面積の減少を図った。リアカウルにあるエアインテークも、ラジエター/オイルクーラーのエアインレットからのダクトに集約して、カウルからの突起をなくしている。
カウルは、FRPに部分的にケブラーを使用して軽量化を図った。
シャーシ
シャーシは、昨年度の最終選予選中に空を舞い小破したマーチ・812を完全にリビルトして、カーボンクロスを貼り付けて剛性を向上させている。リアサスペンションのジオメトリを変更して、日本ダンロップのバイアスタイヤよりもやや小径ラジアルタイヤに対応した。

### 第1戦（5月2～3日）富士グラン250㎞
本来は、3月に開催される開幕戦が雪のため6月10日に延期になったため、第2戦がGCの開幕戦になった。コースは、シケインが新設されて、最終コーナーの通過速度が低下した。
予選で、片山は強オーバーステアに悩まされ下位に沈み、フロントスプリング強化とフロントダウンフォース軽減を行い、決勝に臨むが、挽回することができなく、下位に沈んだ。
- PP：星野（MCS－V/マーチ・832/BMW）1分20秒56
- 片山：19位 1分25秒18
- 優勝：星野（MCS－V/マーチ・832/BMW）57周
- 片山：13位 54周

### 第2戦（6月9～10日）富士300㎞
本来は、3月25日開催のレースであるが、雪のため順延された。このレースは、予選/決勝とも雨であった。決勝では、雨足が強くなり、周回数が60周から50周に短縮された。
- PP：星野（MCS－V/マーチ・832/BMW）1分24秒33
  - 片山：7位 1分25秒49
  - 優勝：星野（MCS－V/マーチ・832/BMW）50周
  - 片山：10位 47周

### 第3戦（9月1～2日）富士インター200マイル
夏に弱いREと言われるが、片山は金曜日の練習でどう頑張ってもBMW勢に2秒以上の差をつけられてしまうということで、急遽出場を取りやめた。

### 第4戦（10月20～21日）富士マスターズ250㎞
- PP：星野（MCS－V/マーチ・832/BMW）1分20秒21
  - 片山：15位 1分24秒59
  - 優勝：星野（MCS－V/マーチ・832/BMW）57周
  - 片山：リタイヤ ブレーキトラブル